# Сармат (бойовий модуль)
«Сармат» — український дистанційно керований баштовий бойовий модуль виробництва КБ Луч. Призначений для установки на бронемашини та бронекатери.
Модуль має 12,7-мм кулемет та протитанкове озброєння — чотири 107-мм ракети РК-3 «Корсар» або дві 130-мм ракети РК-2С в залежності від конфігурації.

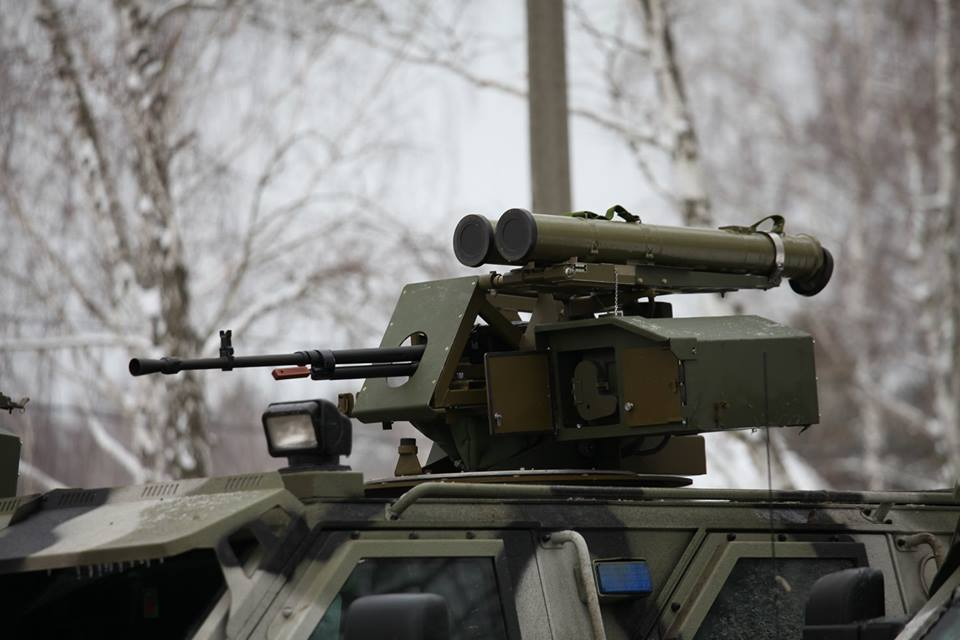
Фото модуля

## Історія
Бойовий модуль «Сармат» був розроблений ДП КБ «Луч» і вперше представлений в червні 2014 року на виставці озброєння і військової техніки «Eurosatory-2014» (модуль був встановлений на демонстраційний зразок бронемашини Streit Group Varan).

## Опис
Маса модуля становить 410 кг. Бойовий модуль охоплює поворотну тумбу, на яку встановлені протитанковий ракетний комплекс, крупнокаліберний кулемет, тепловізор «SLX-HAWK» виробництва італо-французької компанії «Selex ES», а також прилад наведення виробництва Ізюмського приладобудівного заводу, блок дистанційного керування і блок живлення.

## Варіанти і модифікації
- експортний варіант: з 12,7-мм кулеметом M2HB (виробництва Manroy Engineering), як протитанкове озброєння можуть бути встановлені чотири 107-мм ракети РК-3 або дві 130-мм ракети РК-2С у транспортно-пускових контейнерах
- варіант для збройних сил України: з 12,7-мм кулеметом КТ-12,7 і чотирма 107-мм ракетами РК-3 «Корсар» в транспортно-пускових контейнерах[4]

## Країни-експлуатанти
- Україна: в жовтні 2014 року було прийнято рішення встановити модулі «Сармат» на 10 бронемашин КрАЗ-Спартан Національної гвардії України. 7 лютого 2015 року, шість бронемашин (з встановленими бойовими модулями «Сармат») передали в полк НГУ «Азов»[5]

### Відео
- Відео випробування системи дистанційно керованої зброї Сармат з протитан // КБ «Луч», 2016
- Відео успішного випробування системи дистанційно керованной зброї Сармат з протитанковими ракетами // КБ «Луч», 2016